# Roberto Arlt
Roberto Arlt (Buenos Aires, 26 d'abril de 1900 - Buenos Aires, 26 de juliol de 1942) va ser un escriptor, periodista i inventor argentí. Integrant ocasional del Grupo Boedo, va ser una de les veus més importants de la seva època. La seva obra de ficció, ambientada generalment a Buenos Aires, presenta sempre tota una sèrie de personatges en situacions grotesques, gairebé embogits.

## Primer anys
L'escriptor va néixer a la llar d'uns immigrants pobres acabats d'arribar al país: Karl Arlt, nascut a Poznań (Prússia), i Ekatherine Iobstraibitzer, natural de Trieste i parlant d'italià. El seu pare va ser un bufador de vidre de caràcter fort, raó per la qual Roberto Arlt va decidir abandonar la casa el 1916.
Gairebé sense estudis, car havia abandonat l'escola a 5è de Primària, el futur escriptor, criat als carrers del barri de Flores, va treballar en distints oficis, com ara pintor de parets, ajudant en una llibreria, treballador portuari, aprenent de llauner o peó en una fàbrica de maons. Va intentar, sense èxit, ingressar a l'Escola de Mecànica de l'Armada. També, per aquesta època, va fer els primers i infructuosos assajos com a inventor, obsessió que el va perseguir tota la vida, sense arribar mai a l'èxit.

## LesAguafuertes Porteñas

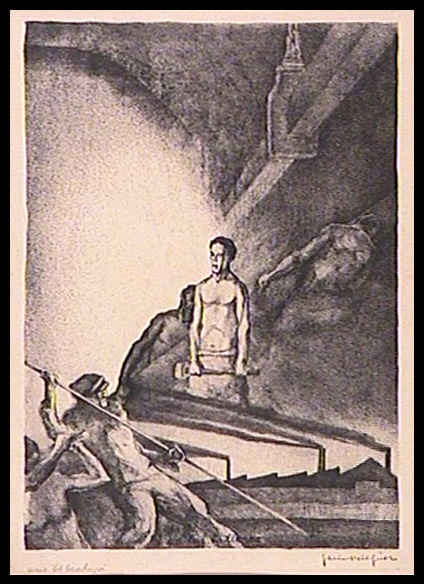
En los talleres, gravat de l'artista uruguaià Guillermo Facio Hebequer, l'obra del qual va influir fortament en Roberto Arlt.

Aguafuertes o Aguafuertes Porteñas és el nom genèric d'una sèrie d'articles costumistes i d'opinió que Roberto Arlt va escriure al periòdic avui desaparegut El Mundo, propietat d'Alberto Haynes. Va publicar-los, sense gaire interrupcions, des del 8 d'agost de 1928 fins al 26 de juliol de 1942; l'última Aguafuerte, El paisaje de las nubes, aparegué un dia després de la seva mort. El nom fa referència als aiguaforts en general i a l'obra del gravador Guillermo Facio Hebequer en particular, que Roberto Arlt admirava. Sobre la decisió d'anomenar la secció d'aquesta manera, l'escriptor va declarar: "nada de colores, tinta y carbón".

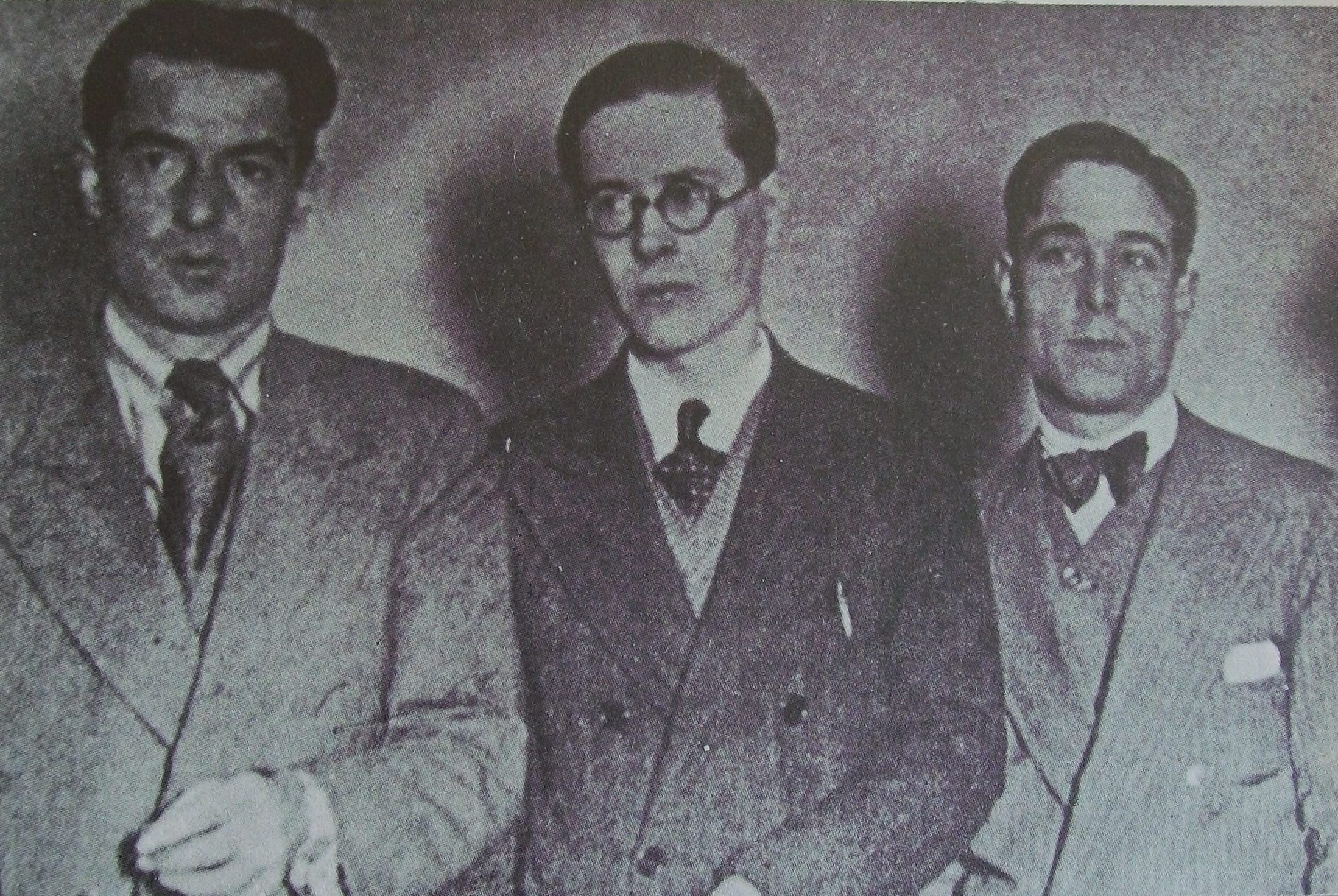
Roberto Arlt acompanyat per Luis Bernárdez i Roberto Ledesma (1930).

El Mundo, dirigit en els seus primers números per Alberto Gerchunoff i amb un format tipus tabloide que el feia senzill de manejar i de llegir, va ser creat amb la intenció de competir amb els periòdics matinals La Nación i La Prensa, mitjans de comunicació tradicionals al seu sector, assolint un lloc de preferència entre els lectors de la classe mitjana (oficinistes, mestresses de casa, comerciants). Roberto Arlt va estar acompanyat per un elenc de joves escriptors com ara Leopoldo Marechal, Conrado Nalé Roxlo o Francisco Luis Bernárdez.
Les Aguafuertes, encara sense el nom característic i sense signar, apareixen en el periòdic des del primer número. Amb el canvi de director, a partir del 5 d'agost de 1928, la columna comença a eixir sota el nom d'Aguafuertes Porteñas, encara sense signar, però poc de temps després (el 14 d'agost), apareixen les inicials de Roberto Arlt i, un dia després, les Aguafuertes pasen a ser l'única secció del periòdic signada pel seu redactor.

## Obra
Prosa
- El diario de un morfinómano (1921)
- El juguete rabioso (1926)
- Los siete locos (1929)
- Los lanzallamas (1931)
- El amor brujo (1932)
- Aguafuertes porteñas (1933)
- El jorobadito (1933)
- Entrada a Bariloche (1934)
- Aguafuertes españolas (1936)
- El criador de gorilas (1941)
- Nuevas aguafuertes españolas (recopilació, 1960)

Teatre
- El humillado (1930)
- 300 millones (1932)
- Prueba de amor (1932)
- Escenas de un grotesco (1934)
- Saverio el Cruel (1936)
- El fabricante de fantasmas (1936)
- La isla desierta (1937)
- Separación feroz (1938)
- África (1938)
- La fiesta del hierro (1940)
- El desierto entra a la ciudad (pòstumo, 1952)